# مولود (اسم)
مولود هو اسم علم مذكر من أصل عربي، ومعناه هو الطفل الوليد حديثًا.

## شخصيات تحمل الاسم
- مولود آك غن (10 أكتوبر 1966 – )
- مولود الطنطاش (ضابط شرطة تركي، 24 يونيو 1994 – 19 ديسمبر 2016)
- مولود إبود (لاعب كرة قدم جزائري، 27 فبراير 1953 – )
- مولود إردينج (لاعب كرة قدم تركي، 25 فبراير 1987 – )
- مولود بلاتريش (لاعب كرة قدم جزائري، 10 مارس 1976[2] – )
- مولود جاويش أوغلو (سياسي تركي، 5 فبراير 1968 – )
- مولود حمروش (سياسي جزائري، 3 يناير 1943 – )
- مولود فرعون (8 مارس 1913[3][4] – 15 مارس 1962[3][4])
- مولود قاسم نايت بلقاسم (6 يناير 1927 – 27 أغسطس 1992)
- مولود معمري (28 ديسمبر 1917[5][6][7] – 25 فبراير 1989)

## وصلات خارجية
- موسوعة السلطان قابوس لأسماء العرب